# 文塞斯勞布拉斯 (巴拉那州)
文塞斯勞布拉斯（葡萄牙語：Wenceslau Braz）是巴西的城鎮，位於該國南部，由巴拉那州負責管轄，始建於1935年，面積397.9平方公里，海拔高度841米，2010年人口20,294，人口密度每平方公里51人。